# Yan Yean Reservoir
Das Yan Yean Reservoir ist ein Stausee im Süden des australischen Bundesstaates Victoria im Verlauf des Plenty River. Es liegt ungefähr 30 km nördlich der Innenstadt von Melbourne und ist der älteste Stausee für die Trinkwasserversorgung der Stadt. Eine 9,5 m hohe Uferbefestigung hält ca. 30 Mio. m³ Wasser im Zaum. Die Arbeiten an diesem Stausee begannen 1853 auf der Höhe des Goldrausches, dauerten 4 Jahre lang und verschlangen eine Geldsumme von £ 750.000,--.
Der Stausee wird von Melbourne Water als Teil der Wasserversorgung von Melbourne betrieben.
Als der See gebaut wurde, war er der größte künstliche See der Welt.
Der Stausee wurde von James Blackburn, einem britischen Bauingenieur und früheren Londoner Gesundheitsinspektor, entworfen, der als Häftling nach Tasmanien gebracht worden war, weil man ihm Veruntreuung vorwarf. Nach seiner Begnadigung 1849 kam er nach Melbourne.